# Ypsolopha undulatella
Ypsolopha undulatella là một loài bướm đêm thuộc họ Ypsolophidae. Loài này có ở Hoa Kỳ, bao gồm Arizona, Utah và Colorado.
Sải cánh dài khoảng 20–24 mm.